# Sarah (sanger)
Noah Skaalum Jørgensen, tidligere Sarah Skaalum Jørgensen (født 6. juli 1995) er en dansk sanger. Under sit daværende navn "Sarah" vandt han fjerde sæson af talentshowet X Factor. Noah vandt finalen i Parken den 25. marts 2011.
I X Factor deltog Noah i gruppen af 15-24-årige og havde Cutfather som mentor. Hans download-udgivelse af vindersinglen fra X Factor 2011 Min Øjesten lå nr. 1 i de efterfølgende tre uger, og salget af denne har indbragt en guld-plade. Af hans næste download-baserede single-udgivelse Okay, blev tilhørende debut musikvideo udgivet den 24. juni 2011 af Sony Music.
Noah udgav sit debutalbum, Hjerteskud under navnet Sarah den 8. august 2011 på Sony Music. Albummet er skrevet af bl.a. Rasmus Seebach, Peter Biker, Xander Linnet og Sarah West, og er produceret af Cutfather, Marcus Linnet og Rune Braager. Albummet debuterede som nummer ét på albumlisten, med 2940 solgte eksemplarer i den første uge. Hjerteskud har pr. januar 2012 solgt 12.676 eksemplarer.
Noah meddelte i X Factor at han identificerende sig som lesbisk. Han blev gift 12. december 2014 med sin kæreste Sika Skaalum og har sidenhen erklæret sig heteroseksuel på sin Instagram.
I 2018 fortalte Noah om at være transkønnet og frasagde sig sit daværende navn "Sarah".

## Diskografi

### Album
| År   | Album      | Højeste placering | Certificering |
| År   | Album      | DAN               | Certificering |
| ---- | ---------- | ----------------- | ------------- |
| 2011 | Hjerteskud | 1                 | - Guld        |

### Singler
| År                                                       | Titel                   | Højeste placering | Certificering | Album      |
| År                                                       | Titel                   | DAN               | Certificering | Album      |
| -------------------------------------------------------- | ----------------------- | ----------------- | ------------- | ---------- |
| 2011                                                     | "Min øjesten"           | 1                 | - Platin      | Hjerteskud |
| 2011                                                     | "Okay"                  | 9                 |               | Hjerteskud |
| 2011                                                     | "Når du rør mig"        | —                 |               | Hjerteskud |
| 2012                                                     | "I Can't"               | —                 |               |            |
| 2012                                                     | "Tonight We're in Love" | —                 |               |            |
| "—" markerer en udgivelse der ikke opnåede en placering. |                         |                   |               |            |